# Hyophila novae-seelandiae
Hyophila novae-seelandiae là một loài rêu trong họ Pottiaceae. Loài này được Dixon & Sainsbury mô tả khoa học đầu tiên năm 1933.